# Корея под властью Японии
Корея с 1910 по 1945 годы была японской колонией. В это время она не обладала суверенитетом, власть на полуострове принадлежала японскому генерал-губернатору. Колониальный период был отмечен высокими темпами экономического роста, возникновением современной корейской культуры, формированием основ современной корейской индустрии, почти двукратным увеличением средней продолжительности жизни (с 23,5 до 43 лет) и широким внедрением современного начального образования. В то же время в первое и последнее десятилетия этого периода колониальные власти проводили жёсткую авторитарную политику в отношении населения, а на протяжении всего периода корейцы подвергались дискриминации по национальному и культурному признаку.
Колониальный период закончился после капитуляции Японии во Второй мировой войне.

## Название
В Японии в отношении этого периода обычно используется название «Эпоха японского правления в Корее» (яп. 日本統治時代の朝鮮 нихон то:ти дзидай-но тё:сэн).
В Корее этот период называется по-разному. Ниже приведены наиболее популярные названия.
| Оригинал       | Перевод                                 |
| -------------- | --------------------------------------- |
| 일제시대       | Японский имперский период               |
| 식민지 시대    | Колониальный период                     |
| 일제 강점기    | Период насильственной оккупации Японией |
| 일본 통치 시대 | Период японского правления              |

В отношении Кореи в колониальный период часто употреблялось японское название «Тёсэн» (яп. 朝鮮, в западных источниках — Chosen или Tyosen), то есть Чосон.

## История

### Предыстория
В XIX веке, после Реставрации Мэйдзи, в японском обществе существовала идея о необходимости аннексии Кореи. В 1873 году ряд радикально настроенных политиков, возглавляемых Сайго Такамори, призывали правительство к походу на Корею. Идея была отвергнута — правительство решило, что у Японии для этого недостаточно сил.
В Корее японское влияние начало распространяться после подписания с Кореей мирного соглашения на Канхвадо в 1876 году. Конкурентами Японии за влияние в Корее были Россия и Китай (империя Цин). Одержав победу в японо-китайской и русско-японской войнах, Япония устранила главных соперников и получила возможность единолично проводить политику в отношении Кореи. 17 ноября 1905 года между Японией и Кореей был подписан договор, превращавший Корею в протекторат Японии.
После подписания договора в японском правительстве образовались две фракции. «Умеренные» политики, возглавляемые Ито Хиробуми, считали, что формальная аннексия Кореи приведёт к росту антияпонских настроений в стране. «Радикалы», возглавляемые Ямагатой Аритомо, считали аннексию Кореи необходимой. После того, как Ито был убит, в правительстве Японии возобладала точка зрения «радикалов». 22 августа 1910 года был подписан Договор о присоединении Кореи к Японии. Через 7 дней он вступил в силу, и Корея стала японской колонией.

### Первый период (1910—1919)
Первым генерал-губернатором Кореи стал Тэраути Масатакэ. Он стал проводить решительную политику по модернизации полуострова. Так, по его приказу в Корее было открыто несколько тысяч школ, где, в частности, изучались японский язык и японская литература.
Тэраути провёл земельную реформу в Корее: был создан земельный кадастр, однако составлялся он исключительно на основе письменных документов, между тем как земельные отношения в Корее зачастую регулировались с помощью обычного права. По сообщениям корейских источников, это привело к утрате земли значительной частью корейских крестьян.
При этом генерал-губернатор, однако, не считался с корейским культурным наследием — так, по его приказу была снесена часть комплекса бывшего императорского дворца.
В 1916 году новым генерал-губернатором стал Хасэгава Ёсимити, который продолжил жёсткий курс предшественника. Его политика привела к восстанию 1 марта 1919 года, в котором приняли участие около 2 млн корейцев. Восстание было подавлено жандармерией и армией. Существуют разные оценки числа погибших во время подавления восстания: от 553 (официальная оценка генерал-губернаторства) до 7509 (цифра, приведённая Пак Ынсиком, деятелем корейского движения за независимость).

### Второй период (1919—1930-е)
В конце 1910-х годов жёсткая политика в Корее, получившая прозвище «политика сабель» (яп. 武斷統治), стала вызывать критику и в метрополии. После Движения первого марта Хасэгава Ёсимити ушёл в отставку, а император Японии издал указ, согласно которому на пост генерал-губернатора могли назначаться и гражданские лица.
Либерально настроенный премьер-министр Хара Такаси назначил новым генерал-губернатором Сайто Макото. Сайто постарался изменить политику Токио в отношении Кореи. По его указам, корпус жандармов был распущен и заменён обычной полицией, были запрещены телесные наказания, создан ряд газет на корейском языке, в Кэйдзё (Сеуле) был открыт императорский университет, ставший первым университетом в Корее. Кроме того, Сайто значительно смягчил политику по отношению к корейским христианам. При Сайто было завершено строительство Дома генерал-губернатора Кореи.
Стиль правления Сайто обычно называется «политикой культурного управления» (яп. 文化統治, кор. 문화통치).

### Третий период (1930-е — 1945)
Начиная с середины 1930-х годов, когда в Японии к власти пришли военные, Токио начал проводить политику ассимиляции Кореи, получившей название «Найсэн иттай» (яп. 內鮮一體). В рамках этой политики поощрялось вступление корейцев в японские патриотические организации и обращение в синтоизм. Оппозиционные движения подавлялись, закрывались газеты, выступавшие против японского правления. В 1939 году генерал-губернатор Минами Дзиро издал Указ о смене имён (яп. 創氏改名 со:си каймэй), разрешавший корейцам брать японские имена. Отказавшиеся менять имя корейцы подвергались общественному осуждению и дискриминации. За первые шесть месяцев после выхода указа имена сменили 80,5 % корейских семей.
С началом Второй японо-китайской и Тихоокеанских войн положение корейцев ухудшилось: генерал-губернаторство начало проводить политику вывоза корейских подданных в метрополию в качестве рабочей силы. Позднее корейцев стали также призывать в Императорскую армию (ранее туда призывали только подданных из метрополии). Кроме того, тысячи кореянок были принуждены работать в полевых борделях японской армии в качестве проституток (официальное название — «женщины для комфорта»).

### Окончание японского правления
К августу 1945 года было очевидно, что поражение Японии во Второй мировой неизбежно. 8 августа в войну вступил СССР; Красная армия быстро разгромила японские силы в Маньчжоу-го и заняла северную часть Корейского полуострова. 6 и 9 августа американские войска сбросили на японские города атомные бомбы. В этих условиях Японская империя объявила о принятии ею условий Потсдамской декларации и капитуляции перед союзниками. По условиям капитуляции она, в частности, отказывалась от Кореи, которая делилась на советскую и американскую зоны оккупации по 38-й параллели. В сентябре 1945 года американские войска во главе с Джоном Ходжем высадились в Южной Корее. 8 сентября 1945 года последний генерал-губернатор Кореи Абэ Нобуюки подписал акт о капитуляции перед союзниками, а на следующий день колониальное правительство было официально распущено. Так завершился 35-летний период японского господства в Корее.
После капитуляции Японии американские оккупационные власти организовали репатриацию корейцев на родину из бывшей метрополии и репатриацию японцев из Кореи на Японские острова. В течение нескольких лет подавляющее большинство японцев покинуло Корейский полуостров.

## Административное деление
В колониальный период Корея подразделялась на 13 провинций (яп. 道, то). Провинции делились на города областного значения (яп. 府, фу), уезды (яп. 郡, гун) и острова (яп. 島, то). Более мелкими административными единицами были район (яп. 面, мэн) и селение (яп. 邑, ю:). Районы и селения, в свою очередь, подразделялись на кварталы (яп. 洞 то:) и деревни (яп. 里, ри).
Во время своего правления колониальные власти провели в Корее ряд реформ, реорганизовывавших административно-территориальное деление полуострова, а также вводивших в Корее ограниченное местное самоуправление.

## Политическое устройство

### Центральная администрация

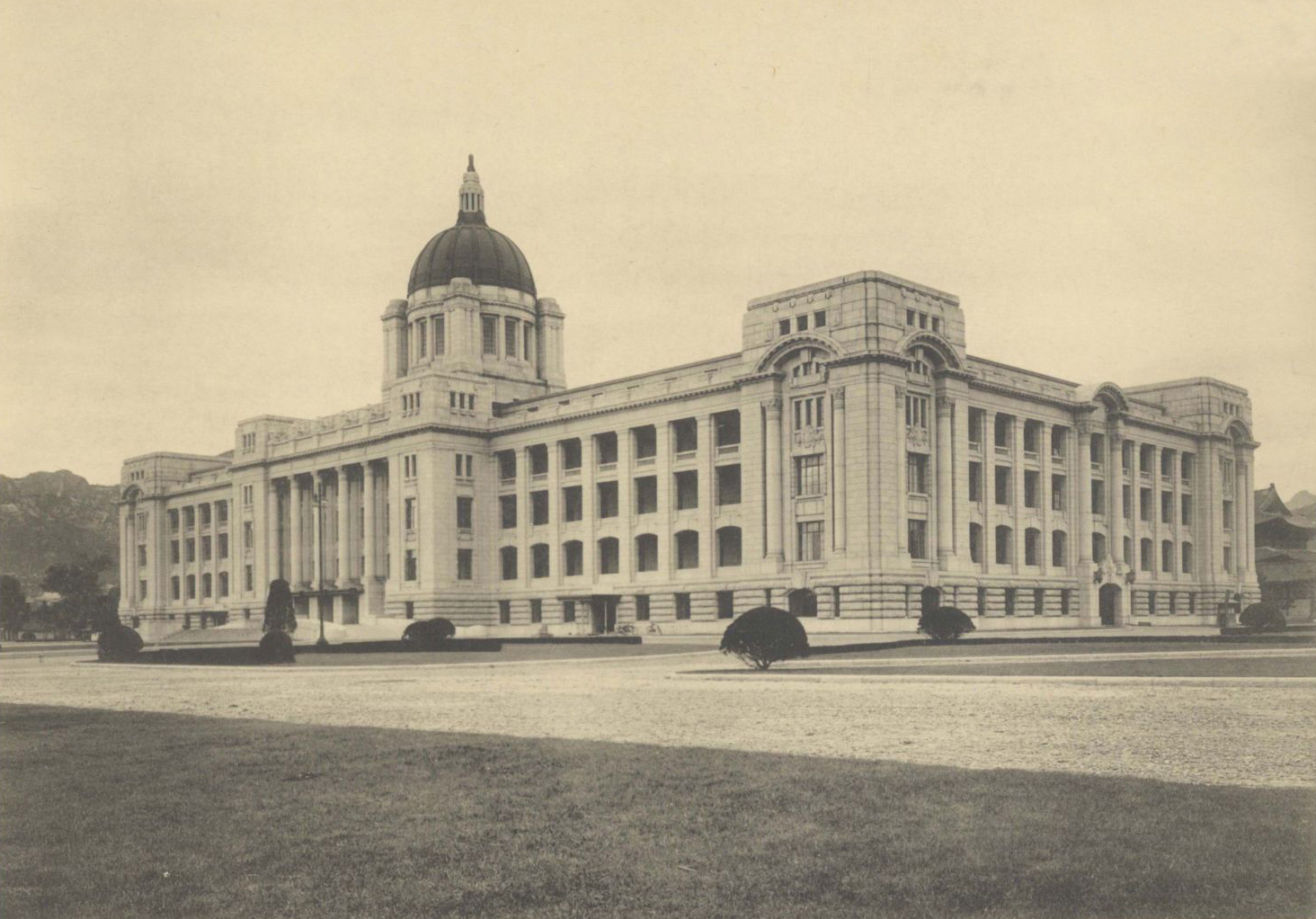
Дом генерал-губернатора Кореи

В колониальный период верховная законодательная и исполнительная власть на полуострове принадлежала японскому генерал-губернатору. Генерал-губернатор назначался из Токио. До 1919 года эту должность мог занимать только военный, а с 1919 года — и гражданский чиновник. На практике, однако, только один генерал-губернатор — отставной адмирал Сайто Макото — не был военным на действительной службе.
Высшим законодательным актом в Корее являлся указ генерал-губернаторства (яп. 朝鮮總督府令 тё:сэн со:токуфу рэй).
При генерал-губернаторе существовал административный аппарат, возглавляемый генеральным инспектором и выполнявший функции исполнительной власти. Дважды — в 1919 и в 1943 году — этот аппарат подвергался реорганизации.
Кроме того, на протяжении всего колониального периода в Корее существовал также Консультативный совет (яп. 中樞院), членами которого были влиятельные и известные корейцы. Однако Консультативный совет обладал только законосовещательными полномочиями и не оказывал реального влияния на политику.

### Местная администрация
Во главе каждой из тринадцати провинций стоял губернатор, назначавшийся правительством Японии и подчинявшийся генерал-губернатору Кореи. Губернаторами были как японцы, так и корейцы.
С 1920 года в Корее было введено ограниченное самоуправление на провинциальном, городском, уездном, районном и сельском уровнях. В 1931 году полномочия органов самоуправления были расширены.

### Судебная власть
В колониальной Корее существовали суды трёх уровней: местные, апелляционные и Верховный. Изначально дело рассматривалось в местном суде; обычно его вёл один судья, но при рассмотрении гражданских исков на сумму более 1000 иен это число увеличивалось до трёх. Опротестовать решение местного суда можно было в одном из трёх апелляционных судов, чьи решения, в свою очередь, могли быть опротестованы в Верховном суде Кореи. Коллегия апелляционных судов состояла из трёх судей, а Верховного — из пяти. Подавляющее большинство судей составляли этнические японцы.

## Население
Ниже представлена таблица, показывающая динамику роста численности населения Кореи в колониальный период. Данные приведены согласно Статистической службе Республики Корея (кор. 대한민국 통계청), которые, в свою очередь основаны на данных переписей, проводимых генерал-губернаторством.
| Год  | Население  | Корейцы    | Японцы     | Другие     |
| ---- | ---------- | ---------- | ---------- | ---------- |
| 1911 | 14 060 000 | 98.4 %     | 1.5 %      | 0.1 %      |
| 1925 | 19 020 000 | 97.5 %     | 2.2 %      | 0.3 %      |
| 1935 | 21 890 000 | Нет данных | Нет данных | Нет данных |
| 1943 | 26 660 000 | 96.9 %     | 2.8 %      | 0.3 %      |

В колониальный период в два раза выросла средняя продолжительность жизни корейцев — с 22 лет в конце 1900-х до 44 лет в середине 1940-х.

## Экономика
Колониальный период в Корее был периодом экономического роста. Так, ВНП колонии с 1912 по 1939 годы вырос в 2,66 раза (в среднем 3,6 % в год), общий объём потребления — в 2,38 раза (в среднем на 3,3 % в год), а уровень доходов на душу населения — в 1,67 раза (в среднем на 2,3 % в год).
В этот период было модернизировано сельское хозяйство в Корее. В 1912 году в каждой корейской провинции были созданы Бюро сельскохозяйственных технологий (яп. 農業技術館), которые должны были заниматься планированием и внедрением новых технологий в сельском хозяйстве.
Общая площадь обрабатываемых земель в Корее росла, хотя достаточно медленно: например, с 1919 по 1938 годы эта площадь выросла на 132 995 га. На протяжении колониального периода росла доля земли, принадлежащих японским собственникам: в 1912 году им принадлежало 3-4 % обрабатываемой земли, а в 1932 году — 16 %. Значительную часть этой земли составляла земля, конфискованная у бывшего императорского дома Корейской империи.
Колониальные власти проводили политику по вывозу риса, выращенного в Корее, в метрополию.
| Годы      | Объём выращенного риса (тыс. т) | Объём вывоза (тыс. т) | Процент вывоза от общего объёма |
| --------- | ------------------------------- | --------------------- | ------------------------------- |
| 1915—1919 | 2010                            | 320                   | 15.9                            |
| 1920—1924 | 2090                            | 510                   | 24.4                            |
| 1925—1929 | 2150                            | 690                   | 32.1                            |
| 1930—1934 | 2540                            | 1130                  | 44.5                            |
| 1935—1939 | 3140                            | 1210                  | 38.5                            |
| 1940—1944 | 2630                            | 440                   | 16.7                            |
| В среднем | 2726,67                         | 716,67                | 29,5                            |

До середины 1930-х годов общий объём сельскохозяйственной продукции рос, однако в 1940-е годы он начал сокращаться; это было связано с оттоком населения в города: стране требовались рабочие руки для военно-промышленного комплекса.
Колониальный период стал периодом бурного роста корейской промышленности. На момент аннексии в Корее был 151 завод, а к концу колониального периода — 7 142. Кроме того, доля заводов, принадлежащих корейцам, выросла с 25,8 % в 1910 году до 60,2 % в 1940 году. Количество рабочих увеличилось с 15 000 до 300 000.
Особенно интенсивной индустриализация Кореи стала после вторжения японской армии в Маньчжурию в 1931 году. С этого времени приоритетным стало развитие военно-промышленного комплекса: Японская империя готовилась к возможной войне.

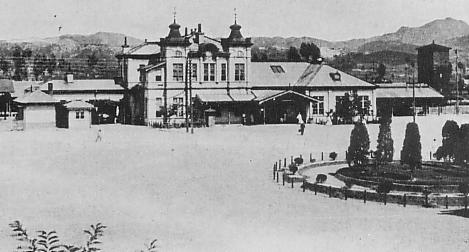
Вокзал в Тайдэне (Тэджоне)

Инфраструктура Кореи претерпела значительные изменения в колониальную эпоху. Так, генерал-губернаторство построило железнодорожные пути от Кэйдзё (Сеула) до Сингисю (Синыйджу) и от Гэндзана (Вонсана) до Кайнэя (Хверёна). Строительство последней длилось 10 лет и обошлось в 90 млн иен. Кроме того, колониальные власти поощряли строительство железных дорог частными компаниями.
Валютой Кореи в колониальный период была иена. Правом эмиссии иены на территории Кореи обладал Тёсэн-банк — центральный банк Кореи — печатавший корейские иены. Корейская иена была приравнена к японской и свободно обменивалась на неё.
На протяжении колониального периода иена подвергалась как инфляции, так и дефляции, что отражалось на ценах на товары. В начале 1940-х годов иена начала стремительно обесцениваться.
Банки колониальной Кореи делились на пять категорий: особые, обычные, сберегательные, кредитные кооперативы и другие. К первой категории, помимо Тёсэн-банка, относились также Корейский индустриальный банк (яп. 朝鮮殖産銀行) и Восточная колонизационная паевая компания (яп. 東洋拓殖株式會社).

### Внешняя торговля
На 1911 год распределение экспорта и импорта Кореи выглядело следующим образом:
| Место | Импорт                         | Экспорт                      |
| ----- | ------------------------------ | ---------------------------- |
| 1     | Великобритания · 39,46 %       | Цин · 54,79 %                |
| 2     | Цин · 27,03 %                  | Российская империя · 27,39 % |
| 3     | США · 21,35 %                  | США · 17,47 %                |
| 4     | Германская империя · 6,49 %    |                              |
| 5     | Голландская Ост-Индия · 1,89 % |                              |
| 6     | Британская Индия · 0,54 %      |                              |
| 7     | Российская империя · 0,27 %    |                              |

После образования в 1932 году Маньчжоу-го это государство стало основным торговым партнёром Кореи.
Ниже приведена статистика распределения экспорта и импорта во внешнеторговом балансе Кореи на 1938 год.
| Место | Импорт                      | Экспорт                       |
| ----- | --------------------------- | ----------------------------- |
| 1     | Маньчжоу-Го · 59 %          | Маньчжоу-Го · 84 %            |
| 2     | Китай · 10 %                | Канто 9 %                     |
| 3     | США · 6 %                   | Китай · 3 %                   |
| 4     | Канто 5 %                   | Гонконг · 1 %                 |
| 5     | Британская Индия · 3 %      | Египет · 1 %                  |
| 6     | Филиппины · 2 %             | США · 1 %                     |
| 7     | Голландская Ост-Индия · 2 % | Нормандские острова 1 %       |
| 8     | Австралия · 2 %             | Голландская Ост-Индия · 0,4 % |
| 9     | Великобритания · 2 %        | Британская Индия · 0,2 %      |
| 10    | Канада · 2 %                | Таиланд · 0,2 %               |

## Социальная сфера

### Здравоохранение
Колониальные власти проводили политику, направленную на модернизацию системы здравоохранения. Так, была построена широкая сеть госпиталей и больниц и внедрено использование современных лекарств. Кроме того, колониальное правительство вело пропаганду по соблюдению правил личной гигиены. Все эти мероприятия привели к значительному снижению уровня смертности.
Над улучшением ситуации со здравоохранением работал выдающийся японский бактериолог Сига Киёси.
К традиционной корейской медицине колониальные власти относились с недоверием. Согласно Указу о медицине, принятому в 1913 году, официальный статус врача могли получить только практикующие врачи, использующие медицинские техники, принятые на Западе. Традиционные врачеватели могли получить только статус целителя (яп. 醫生).

### Образование и наука
В 1911 году генерал-губернаторство издало первый Указ об образовании в Корее (яп. 朝鮮敎育令). Согласно ему, система образования строилась по следующей схеме.
| Национальность учеников | Японцы                           | Японцы                                        | Корейцы                                         | Корейцы                                                     |
| Пол                     | Мальчики                         | Девочки                                       | Мальчики                                        | Девочки                                                     |
| ----------------------- | -------------------------------- | --------------------------------------------- | ----------------------------------------------- | ----------------------------------------------------------- |
| Начальная школа         | Младшая школа (яп. 小學校) 6 лет | Младшая школа (яп. 小學校) 6 лет              | Обычная школа (яп. 普通學校) 4 года             | Обычная школа (яп. 普通學校) 4 года                         |
| Средняя школа           | Средняя школа (яп. 中學校) 5 лет | Старшая женская школа (яп. 高等女學校) 4 года | Старшая обычная школа (яп. 高等普通學校) 4 года | Женская старшая обычная школа (яп. 女子高等普通學校) 3 года |

В 1915 году по указу генерал-губернаторства были открыты профессиональные училища (яп. 専門學校, дословно — специальные школы). Обучение в них длилось 3 или 5 лет.
В 1922 году был издан второй Указ об образовании в Корее. Программа обычных школ была расширена до шести лет, а средних — до пяти. Кроме того, корейцам было разрешено поступать в школы для японцев и наоборот.
В 1924 году в Корее был открыт первый университет — Императорский университет Кэйдзё. Помимо собственно образовательной роли, университет стал главным научным центром колониальной Кореи. Университетское издательство выпускало работы по политологии, истории, социологии, биологии, антропологии, географии и лингвистике.
Таким образом, система образования в Корее стала выглядеть так:
| Язык обучения   | Японский                                | Японский                                     | Корейский                                      | Корейский                                                  |
| Пол             | Мальчики                                | Девочки                                      | Мальчики                                       | Девочки                                                    |
| --------------- | --------------------------------------- | -------------------------------------------- | ---------------------------------------------- | ---------------------------------------------------------- |
| Начальная школа | Младшая школа (яп. 小學校) 6 лет        | Младшая школа (яп. 小學校) 6 лет             | Обычная школа (яп. 普通學校) 6 лет             | Обычная школа (яп. 普通學校) 6 лет                         |
| Средняя школа   | Средняя школа (яп. 中學校) 5 лет        | Старшая женская школа (яп. 高等女學校) 5 лет | Старшая обычная школа (яп. 高等普通學校) 5 лет | Женская старшая обычная школа (яп. 女子高等普通學校) 5 лет |
| Училище         | Специальная школа (яп. 専門學校) 4 года | Специальная школа (яп. 専門學校) 4 года      | Специальная школа (яп. 専門學校) 4 года        | Специальная школа (яп. 専門學校) 4 года                    |
| Университет     | Университет (яп. 大學)                  | Университет (яп. 大學)                       | —                                              | —                                                          |

15 марта 1938 года в рамках политики ассимиляции генерал-губернаторство издало третий Указ об образовании в Корее. Корейскоязычные школы получили те же названия, что и японоязычные (то есть, например, «обычные школы» стали именоваться «младшими»).
В 1943 году был опубликован четвёртый Указ об образовании в Корее. Младшие школы переименовывались в «гражданские школы» (яп. 國民學校). При этом, поскольку в 1941 году генерал-губернаторство издало Указ о гражданских школах, согласно которому в этих школах преподавание велось исключительно на японском языке, с 1941 года в Корее исчезли школы, в которых преподавание велось на корейском.
В течение колониального периода в Корее значительно вырос уровень грамотности: в 1910 году он не превышал 2 %, а в конце 1930-х — составил примерно 40 %. Генерал-губернаторство планировало сделать школьное образование обязательным в 1946 году, но, по понятным причинам, эти планы не были осуществлены.

## Религия
В Корее существовало три официально признанных религии: синтоизм, буддизм и христианство.

### Синтоизм

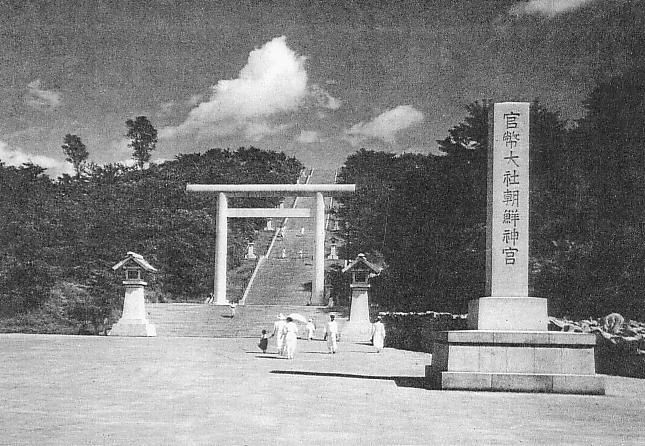
Корейское синтоистское святилище

Синтоизм был государственной религией Японской империи, поэтому колониальные власти поощряли обращение корейцев в синтоизм. В Корее были построены синтоистские святилища, наиболее значимым из которых было Корейское синтоистское святилище в Кэйдзё (Сеуле).
В корейских святилищах помимо японских божеств почитали и Великих духов-покровителей страны (яп. 國魂大御神), под которыми подразумевались легендарные основатели корейского государства.
С 1935 года колониальные власти проводили целенаправленную политику по синтоизации Кореи: всем учащимся было предписано посещать синтоистские церемонии.
К концу колониального правления в Корее насчитывалось 82 синтоистских святилища и 913 синтоистских часовен.

### Христианство
На момент аннексии число христиан в Корее приближалось к 100 000, большую часть из них составляли католики. На первых порах колониальные власти спокойно относились к деятельности христианских миссионеров, но с октября 1911 года в отношении христиан начались репрессии: многих верующих арестовали по подозрению в подготовке покушения на генерал-губернатора Тэраути Масатакэ. Во время следствия, по словам обвиняемых, применялись пытки. Это вызвало волну критики в адрес генерал-губернаторства со стороны миссионеров. В 1915 году осуждённых амнистировали. В том же году было запрещено преподавание Библии в частных школах. В 1919 году после Первомартовского движения в отношении христиан были начаты новые репрессии. Самым известным инцидентом стало сожжение солдатами деревни Тэйганри (Чеамни) 15 апреля 1919 года: в деревне жили христиане и военные сочли их подозрительными.
Новый генерал-губернатор Сайто Макото значительно смягчил политику по отношению к христианам, в частности, он вновь разрешил открывать христианские школы. Первоначально преподавание в них должно было вестись только на японском языке, но с 1923 года было разрешено и преподавание на корейском. Либеральный курс Сайто первоначально продолжил Угаки Кадзусигэ.
Однако в 1935 году, как сказано выше, всем учащимся было предписано посещать синтоистские церемонии. Это вызвало протест у христиан, заявлявших, что, хотя они с большим уважением относятся к императору, они не могут воздавать ему те же почести, что и Богу. Из-за отказа посещать синтоистские церемонии ряд христианских миссионеров потеряли право преподавать в Корее.
В 1939 году генерал-губернаторство издало указ, согласно которому христианские организации Кореи должны были объединиться в Федерацию корейских христианских церквей (яп. 朝鮮キリスト敎聯合會), которая подчинялась Японскому христианскому братству (яп. 日本キリスト敎團). Наконец, 29 июля 1945 года, менее, чем за месяц до объявления Японской империей о капитуляции, эта система была ещё раз пересмотрена: всем протестантам в Корее было предписано объединиться в Корейское братство христиан Японии (яп. 日本キリスト朝鮮敎團).
Однако, несмотря на преследования христианства, на протяжении колониального периода число христиан-корейцев выросло в 5 раз — с 100 000 до 500 000.

### Буддизм

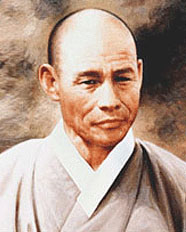
Хан Ён Ун, известный буддийский монах

На момент аннексии Кореи буддизм был представлен, в первую очередь, школой Вон и школой Имдже, при этом первая относилась к колониальным властям скорее положительно, а вторая — отрицательно. В 1911 году генерал-губернаторство издало первый указ, посвящённый буддизму: «Указ о буддийских храмах» (яп. 寺刹令, Дзисэцу Рэй). Согласно ему, только генерал-губернатор Кореи имел право назначать настоятелей буддийских храмов, а также перераспределять их доходы и землю. Этот порядок привёл к тому, что настоятели, назначаемые из лояльных по отношению к генерал-губернаторству монахов, были в хороших отношениях с властями, но не всегда пользовались доверием монахов в своём монастыре.

## Культура

### Пресса

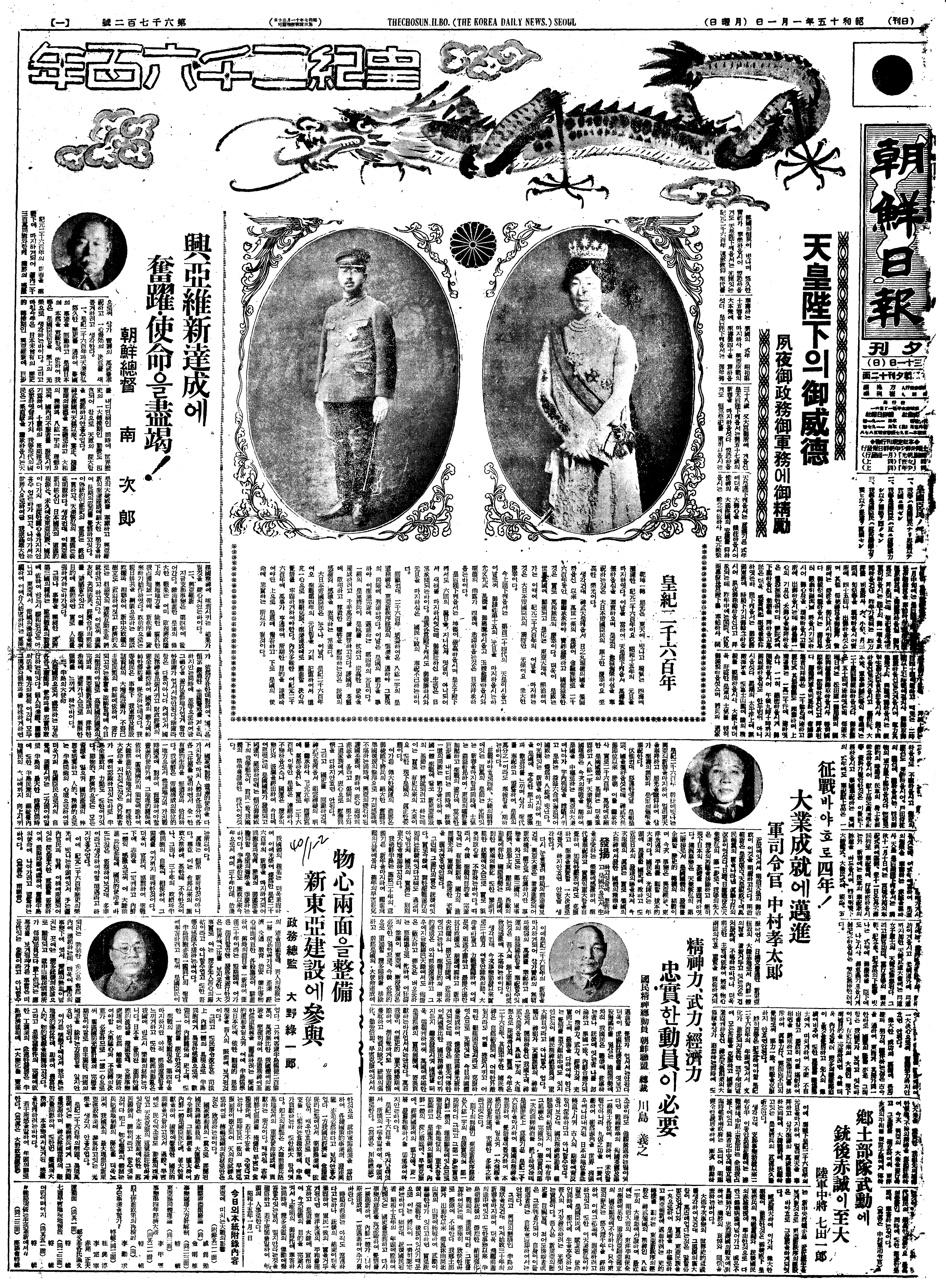
Чосон ильбо, выпуск 1 января 1940 года

В колониальной Корее выпускались различные газеты и журналы на корейском, японском и английском языках. Среди них были как газеты генерал-губернаторства (корейскоязычная Мэиль синбо и японоязычная Кэйдзё ниппо), так и частные газеты и журналы (например, Чосон ильбо). Газеты публиковались в основном в Кэйдзё (Сеуле) и Фудзане (Пусане).
В колониальный период пресса в Корее официально подвергалась цензуре. Система цензуры начала формироваться ещё в эпоху протектората, с публикацией Закона о газетах (кор. 신문법) в 1907 году и Закона о публикациях (кор. 출판법) 1909 года. Согласно первому из них, для открытия газеты было необходимо получить разрешение у властей. Согласно второму, новости, помещаемые в газеты, подвергались предварительной цензуре. Обычно цензор оставлял текст новостей без изменений, однако в случае наличия в газете резко антияпонских публикаций, цензор мог потребовать убрать материал. После аннексии Кореи генерал-губернатор Тэраути Масатакэ издал указ, согласно которым японоязычные газеты в Корее проходили через более мягкую систему цензуры, аналогичную той, что существовало в метрополии. В частности, они не досматривались перед публикацией. Такое положение дел существовало до 1932 года, когда в отношении корейско- и японоязычной прессы была введена общая система цензуры.
Цензура имела право объявить редакции газеты официальное предупреждение. Предупреждения делились на 4 степени: «дружеский совет» (яп. 懇談), «замечание» (яп. 注意), «предостережение» (яп. 警告) и «запрет» (яп. 禁止). Последний, в свою очередь, подразделялся на «мораторий» (яп. 停止) и «запрет публикации» (яп. 發行禁止). В случае, если на издание был наложен мораторий, власти пытались договориться с редакцией, и, если им удавалось прийти к компромиссу, деятельность издания возобновлялась. К тем изданиям, которые колониальные власти считали слишком опасными, применялся «запрет публикации», после чего издание прекращало существовать. На практике эта мера применялась трижды: были запрещены журналы «Синсэнхваль» (кор. 신생활, Новая жизнь), «Синчхонджи» (кор. 신천지, Новый мир) и «Кэбёк» (кор. 개벽, Сотворение мира).

### Радиовещание
В колониальный период в Корее появилось радио. Государственным радиовещанием управляло Корейское общество радиовещания (яп. 朝鮮放送協會), в которое входили 22 радиостанции по всей Корее. Основной радиостанцией была Центральная радиостанция Кэйдзё (яп. 京城中央放送局), созданная в феврале 1927 года. Процент людей, слушавших радио, постоянно рос: если в 1926 году в Корее было 1829 радиослушателей, то в 1942 году — 277 281.
До 1944 года вещание велось как на корейском, так и на японском языках. В 1944 году вещание на корейском было прекращено.

### Театр и кино
В середине колониального периода в Корее впервые появился профессиональный театр западного образца. Первым театром стал «Восточный театр» (кор. 동양극장) в Кэйдзё (Сеуле), основанный в 1935 году. В противоположность традиционному театру, новые театры называли себя «театры новой волны» (кор. 신파극). В 1931 году в Корее было основано Общество по изучению театрального искусства (яп. 劇藝術硏究會).
Корейский кинематограф начал зарождаться в 1919 году после назначения Сайто Макото на пост генерал-губернатора Кореи. В этот период были сняты такие фильмы, как «Бездомный ангел» (кор. 집 없는 천사), «Военный поезд» (кор. 차렬용군) и др. В 1919 году был снят первый корейский сериал — «Справедливая месть» (кор. 의리적 구투?, 義理的仇鬪?). Некоторые фильмы сопровождались субтитрами на японском языке.

### Архитектура
В колониальный период в Корее было построено множество знаменитых зданий, часть из которых сохранилась до наших дней. Большая часть из них (в частности, все здания в нижеприведённом списке) были расположены в Кэйдзё (Сеуле).
| Название                                                       | Иллюстрация | Построено | Нынешний статус                                                                                  |
| -------------------------------------------------------------- | ----------- | --------- | ------------------------------------------------------------------------------------------------ |
| Дом генерал-губернатора Кореи 朝鮮總督府廳舍 조선총독부청사    |             | 1926 год  | Снесён в 1995—1996 годах. Шпиль и верхняя часть купола хранятся в Музее независимости Кореи.     |
| Тёсэн-банк 朝鮮銀行 조선은행                                   |             | 1912 год  | Музей Банка Кореи.                                                                               |
| Вокзал Кэйдзё 京城驛 경성역                                    |             | 1925 год  | Старое здание Сеульского вокзала.                                                                |
| Тёсэн-отель 朝鮮ホテル 조선호텔                                |             | 1914 год  | Здание снесено в 1970 году.                                                                      |
| Музей генерал-губернаторства 朝鮮總督府博物館 조선총독부박물관 |             | 1915 год  | Снесён в 1995—1996 годах.                                                                        |
| Главный почтамт Кэйдзё 京城郵便局 경성우편국                   |             | 1915 год  | Здание получило серьёзные повреждения в Корейскую войну и было окончательно снесено в 1957 году. |
| Магазин «Тёдзия» 丁字屋百貨店 조지야백화점                     |             | 1937 год  | Магазин «Мидопха».                                                                               |
| Мэрия Кэйдзё 京城府廳 경성부청                                 |             | 1926 год  | Старое здание сеульской мэрии.                                                                   |
| Народный дом Кэйдзё 京城府民館 경성부민관                      |             | 1935 год  | Городской парламент Сеула.                                                                       |
| Универмаг «Мицукоси» 三越百貨店 미쓰코시백화점                 |             | 1930 год  | Магазин «Синсэге».                                                                               |

### Спорт
Колониальная администрация занималась развитием спорта в Корее, особенно в период ассимиляции. Пропагандировалась польза занятий гимнастикой, прогулок на свежем воздухе, путешествий, плаваний, скачек, а также корейской национальной борьбы ссирым.
На международной арене корейские спортсмены выступали в составе сборной Японии. Наибольшим успехом для корейцев стала золотая медаль, полученная марафонцем Сон Ки Джоном (выступавшим под своим японским именем Сон Китэй) на летних Олимпийских играх 1936 года в Берлине.

## Правоохранительные органы

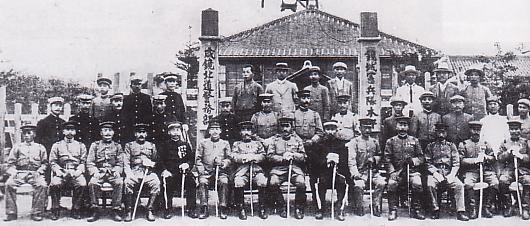
Жандармы

После аннексии Кореи полицейские силы, ранее подчинявшиеся генерал-резидентству, были преобразованы в корпус жандармов (яп. 憲兵警察). Жандармы играли роль правоохранительных органов в тех районах, где не существовало обычной полиции. Однако эта система воспринималась как анахронизм, и поэтому в 1919 году колониальное правительство упразднило корпус жандармов, слив его с обычной полицией.
Полиция в Корее с 1910 по 1919 годы подчинялась Генеральной полицейской инспекции (яп. 警務總監部). После реформы 1919 года это ведомство было упразднено и на его месте создан Отдел полиции (яп. 警務局) при генерал-губернаторстве. Отделу полиции подчинялись управление по вопросам полицейской службы (яп. 警務課), управление охраны общественного порядка (яп. 保安課), санитарное управление (яп. 衛生課), охранное управление (яп. 防護課), цензорат (яп. 圖書課) и управление по борьбе с экономическими преступлениями (яп. 經濟警察課). Кроме того, отделу полиции подчинялись тринадцать полицейских департаментов (по одному в каждой провинции), которым, в свою очередь, подчинялись полицейские отделения (по одному в каждом уезде, городе областного значения или острове). Наконец, отделениям подчинялись полицейские участки (по одному в каждом районе). Полицейские департаменты подчинялись губернатору провинции и отделу полиции. Отделения и участки подчинялись только своему непосредственному начальству.

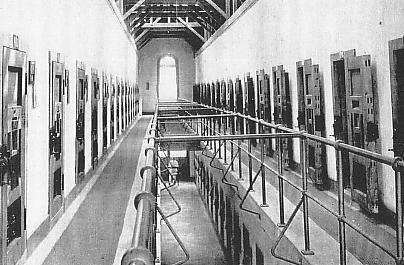
Тюрьма Сэйдаймон (Содэмун)

Корейские тюрьмы перешли под управление Японии за год до аннексии согласно Меморандуму о корейской юстиции и поручении генерал-резиденту делопроизводства. В колониальный период их число увеличилось примерно в 4 раза: с 5 300 в 1909 году до 19 328 в 1942 году, несмотря на то, что генерал-губернаторство часто проводило амнистии. В семи из этих тюрем содержались политические заключённые.

## Вооружённые силы

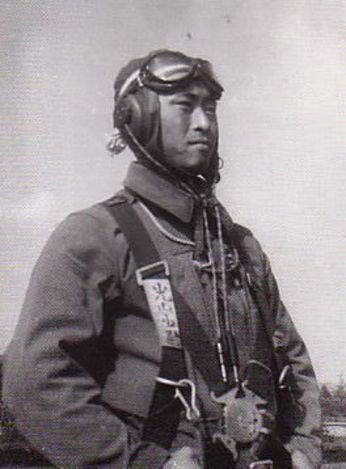
Кореец-камикадзе

На протяжении большей части колониального периода корейцы не подлежали призыву в Императорскую армию, так же как и другие подданные из японских колоний. Войска в Корее набирались из жителей метрополии. Однако 3 апреля 1938 года корейцам было разрешено поступать на военную службу; это было связано с тем, что Японской империи было нужно больше солдат для войны с Китаем. Обязательным этот призыв стал в августе 1944 года. Всего в Императорской армии служило несколько сотен тысяч корейцев.
Некоторые корейцы приняли участие в боевых действиях в качестве камикадзе.

## Прояпонские и антияпонские настроения среди корейцев

### Прояпонские настроения
После победы Японии в русско-японской войне среди корейской знати усилились прояпонские настроения. Фракция прояпонски настроенных корейцев, которая получила название «Ильчинхве», со временем переходила ко всё более агрессивным действиям, громя жилища и разгоняя собрания противников Японии. В 1910 году организация была формально распущена, многие её сторонники были награждены и перешли на службу в японские колониальные власти. В современной Корее коллаборационисты именуются презрительным термином «чхинильпха». Поскольку Япония стремилась к полной интеграции Кореи, в последующие годы прояпонские настроения не получали организационного оформления в виде отдельного движения. Тем не менее, многие известные деятели послевоенной Кореи (писатели, военные и т. д.) проявили себя в колониальный период, печатаясь в прояпонской печати, отличившись в военных действиях на стороне Японии и т. п.

### Движение за независимость
Часть корейцев негативно относилась к колониальному режиму и желала восстановления корейской независимости. Однако движение за независимость было децентрализовано и не имело единого лидера. Наиболее известным объединением правых сторонников независимости было Временное правительство Кореи, созданное в 1919 году в Шанхае группой корейских интеллигентов и после образования Республики Корея ретроактивно провозглашённое её законным правительством с 1919 года. Среди левых организаций наиболее известной была Коммунистическая партия Кореи. И Временное правительство, и Коммунистическая партия были подвержены жесточайшей фракционной борьбе.
К наиболее известным акциям движения относят, помимо упоминавшего выше Движения 1 марта, покушение на императора Хирохито и взрыв в парке Ханькоу. В КНДР также большой известностью пользуется битва за Почхонбо. Ниже приведено краткое описание этих инцидентов.
9 января 1932 года кореец по имени Ли Бончхан бросил ручную гранату в кортеж императора Хирохито, направлявшегося на смотр войск. Однако граната не попала в императора, а упала перед колесницей министра двора Итики Китокуро; погибли две лошади. Ли был арестован императорской стражей и казнён по приговору Верховного суда Японской империи.
29 апреля 1932 года ряд высокопоставленных японских чиновников и военных собрались в парке Ханькоу в Шанхае, чтобы торжественно отпраздновать день рождения императора Хирохито. Кореец по имени Юн Бонгиль пронёс бомбу на празднование и взорвал её. От взрыва погибли генерал Императорской армии Сиракава Ёсинори и глава Ассоциации японцев в Шанхае Кавабата Тэйдзи. Ещё трое японцев были ранены: командующий 9-й дивизией Императорской армии Уэда Кэнкити, консул Японской империи Мураи Курамацу и посланник Японской империи в Шанхае Мамору Сигэмицу. Последний остался инвалидом на всю жизнь. Юн был арестован на месте преступления, приговорён к смертной казни японским военным трибуналом в Шанхае и в декабре того же года был казнён.
4 июня 1937 года 200 партизан под командованием Ким Ир Сена пересекли японо-маньчжурскую границу и утром внезапно атаковали небольшой городок Футэнхо (Почхонбо), уничтожив местный полицейский пост и некоторые японские учреждения. Впоследствии эта атака активно использовалась в северокорейской пропаганде.

## Современные оценки колониального периода
В Южной Корее встречаются самые разные оценки колониального периода: от «дней процветания» до «геноцида корейского народа», однако общее отношение остаётся в целом негативным: по данным опроса, проведённым газетой Korea Times, 79 % корейцев считают, что японское правление было несправедливым.
В Японии также встречаются разные точки зрения: некоторые японцы негативно относятся к колониальному периоду и просят у корейцев прощения, а другие — отвергают корейские обвинения и упрекают корейцев в неблагодарности. По данным опроса газеты Korea Times, первую точку зрения разделяют 20 % японцев.
КНДР проводит последовательную антияпонскую политику, обвиняя японцев в «геноциде корейского народа» и требуя у Японии материальных компенсаций.
В Южной Корее существуют серьёзные различия в оценке деятельности антияпонских патриотических сил в Корее. Если либеральные партии рассматривают их как предтечу легитимности современного корейского государства, то консервативные силы предпочитают отмежёвываться от них и отсчитывать независимость Кореи от «дня освобождения» в 1945 году.